# Minnesota
Minnesota (Aussprache [ˌmɪnɪˈsoʊ̯tə] ⓘ) ist ein Bundesstaat der Vereinigten Staaten von Amerika im nördlichen Mittleren Westen. Er grenzt im Norden und Osten an die kanadischen Provinzen Manitoba und Ontario und im Osten an die US-Bundesstaaten Wisconsin, Iowa im Süden sowie North Dakota und South Dakota im Westen. Die nordöstliche Ecke hat außerdem eine Wassergrenze mit Michigan. Minnesota ist flächenmäßig der zwölftgrößte und mit rund 5,8 Millionen Einwohnern der 22. bevölkerungsreichste Bundesstaat der USA. Minnesota ist als das „Land der 10.000 Seen“ bekannt; es gibt 14.420 Süßwasserkörper, die jeweils mindestens zehn Hektar groß sind. Ungefähr ein Drittel des Bundesstaates ist bewaldet. Der Rest ist Prärie und Ackerland. Mehr als 60 % der Einwohner Minnesotas (ca. 3,71 Millionen) leben im Großraum Minneapolis-Saint Paul, der als „Twin Cities“ bekannt ist. Während Minneapolis die bevölkerungsreichste Stadt ist (430.000 Einwohner), fungiert Saint Paul als die Hauptstadt des Bundesstaates. Die Zwillingsstädte stellen das wichtigste politische, wirtschaftliche und kulturelle Zentrum Minnesotas dar und bilden den sechzehntgrößten Ballungsraum der USA. Weitere bedeutende Städte sind Duluth, Mankato, Moorhead, Rochester und St. Cloud.
Minnesota, dessen Name sich von der Sprache der Dakota ableitet (Minne = Wasser, Sota = klar), wurde seit der Woodland-Periode im 11. Jahrhundert v. Chr. von verschiedenen amerikanischen Ureinwohnern bewohnt. Die obere Mississippi-Kultur, bestehend aus dem Volk der Oneota und anderen Sioux-Sprechern, entstand um 1000 n. Chr. und dauerte bis zur Ankunft der Europäer im 17. Jahrhundert. Französische Entdecker und Missionare waren die ersten Europäer, die die Region betraten und auf die Dakota, Ojibwe und verschiedene weitere Anishinaabe-Stämme trafen. Ein Großteil des heutigen Minnesota war Teil des riesigen französischen Besitzes von Louisiana (Neufrankreich), den die Vereinigten Staaten 1803 erwarben. Nach mehreren territorialen Umstrukturierungen wurde das bestehende Minnesota-Territorium verkleinert und dessen östlicher Teil 1858 als 32. Staat in die Union aufgenommen. Minnesotas offizielles Motto, L'Étoile du Nord („Der Stern des Nordens“), ist das einzige Staatsmotto eines Bundesstaates in französischer Sprache und wurde kurz nach der Gründung eingeführt, um sowohl die frühen französischen Entdecker als auch die Position des nördlichsten Bundesstaates in den zusammenhängenden USA zu reflektieren. Der Stern wird auch in der offiziellen Flagge und dem Staatswappen repräsentiert.
Als Teil des damaligen amerikanischen Grenzgebiets entlang des Mississippi River zog Minnesota Siedler aus dem ganzen Land an. Das Wachstum basierte zunächst auf der Holzindustrie, der Landwirtschaft und dem fortschreitenden Eisenbahnbau. Zu Beginn des 20. Jahrhunderts kamen europäische Einwanderer in großer Zahl, vor allem aus Skandinavien, Deutschland und Mitteleuropa. Viele von ihnen hatten mit den gescheiterten Revolutionen von 1848 zu tun, was die Entwicklung des Bundesstaates zu einem Zentrum der Arbeiterbewegung und des sozialen Aktivismus mit beeinflusste. Minnesotas rasche Industrialisierung und Verstädterung führten zu großen sozialen, wirtschaftlichen und politischen Veränderungen im späten 19. und frühen 20. Jahrhundert. Folglich ist Minnesota unter den Staaten des Mittleren Westens relativ einzigartig, da es eine verlässliche Basis für die Demokratische Partei ist und seit 1976 stets für den demokratischen Präsidentschaftskandidaten gestimmt hat, länger als jeder andere US-Bundesstaat.
Seit dem späten 20. Jahrhundert hat sich die Wirtschaft Minnesotas von traditionellen Wirtschaftszweigen wie der Landwirtschaft und der Rohstoffgewinnung hin zu Dienstleistungen, Finanzwesen und Gesundheitsversorgung diversifiziert. Bekannte Unternehmen mit Sitz in Minnesota sind z. B. die Supermarktkette Target, die Krankenversicherung UnitedHealth Group, der Technologiekonzern 3M, der Lebensmittelproduzent General Mills oder die Bank US Bancorp. Minnesota rangiert in Bezug auf Lebenserwartung, Gesundheitsversorgung und Bildung im nationalen Durchschnitt und liegt beim Pro-Kopf-Einkommen über dem Durchschnitt. Minnesota beherbergt 11 staatlich anerkannte Indianerreservate (sieben Ojibwe- und vier Dakota-Reservate), und seine Kultur, Demografie und religiöse Landschaft spiegeln vor allem den skandinavischen und deutschen Einfluss wider. Dieses Erbe wirkt sich nach wie vor auf die Rassendemografie des Bundesstaates aus und macht ihn zu einem der am wenigsten ethnisch vielfältigen Staaten des Landes, wobei sich in den letzten Jahrzehnten der Trend geändert hat und Minnesota multikultureller geworden ist, was sowohl auf eine größere Binnenmigration als auch auf Einwanderung aus Lateinamerika, Asien, Afrika und dem Nahen Osten zurückzuführen ist. So hat der Bundesstaat inzwischen die landesweit größte Population somalischer Amerikaner und die zweitgrößte Hmong-Gemeinschaft.
Bekannte Persönlichkeiten aus Minnesota sind u. a. die Musiker Prince und Bob Dylan, der Schriftsteller F. Scott Fitzgerald, die Schauspielerinnen Judy Garland und Winona Ryder, sowie die Skilegende Lindsey Vonn.

## Geografie
Minnesota ist nach Alaska der nördlichste Bundesstaat der USA, der Northwest Angle ist der einzige Teil der 48 zusammenhängenden Bundesstaaten, der nördlich über den 49. Breitengrad hinausragt. Der Nordosten des Staates liegt am Ufer des Oberen Sees und teilt sich Seegrenzen mit der kanadischen Provinz Ontario sowie den Bundesstaaten Michigan und Wisconsin. An den Osten und Südosten Minnesotas grenzt Wisconsin, an den Süden Iowa, an den Westen North und South Dakota und im Norden die kanadischen Provinzen Ontario und Manitoba. Mit 225.171 Quadratkilometern (etwa 2,25 Prozent der Gesamtfläche) ist Minnesota der zwölftgrößte Bundesstaat der USA und der zweitgrößte des mittleren Westens. Die Ausdehnung in Nord-Süd-Richtung beträgt etwa 660 Kilometer, in Ost-West-Richtung rund 560 Kilometer.

### Geologie und Landschaft

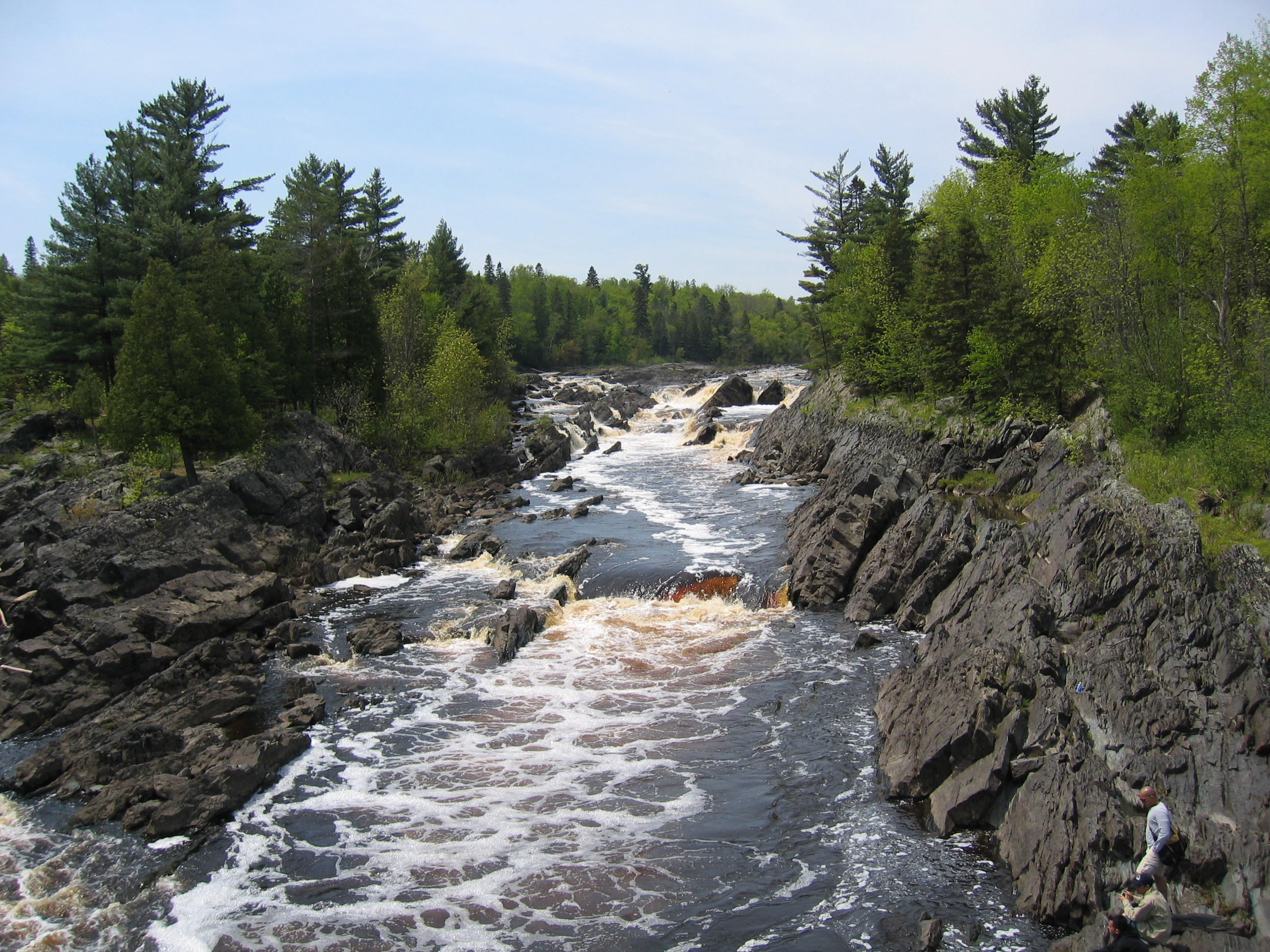
Flusslauf in präkambrischen Gesteinen im Jay Cooke State Park

In Minnesota liegen einige der ältesten Gesteine der Erde, manche Gneise sind bis zu 3,6 Milliarden Jahre alt. Vor etwa zwei Milliarden Jahren konnte Lava durch Risse des Urozeans entweichen. Die restlichen Teile des vulkanischen Gesteins bildeten den Kanadischen Schild im Nordosten Minnesotas. Nach den bis vor 1,1 Milliarden Jahren andauernden vulkanischen Aktivitäten war die geologische Aktivität gering. Vulkanismus, Gebirgsbildung und Erdbebenaktivitäten traten seitdem in äußerst geringem Ausmaß auf.
Die Ausläufer der vulkanischen Berge formten während des Präkambriums Seen im nördlichen Minnesota. Diese Seen bewirkten eine Verflachung Minnesotas, welche sich mit der vor 600.000 Jahren beginnenden Vergletscherung weiter verstärkte. Mindestens einen Kilometer dicke Gletscher bewegten sich über die Gebiete und formten Minnesotas heutige Landschaft. Der letzte von vier bedeutenden Gletschern, der Wisconsin-Gletscher, zog sich vor 12.000 Jahren aus Minnesota zurück. Die Ausdehnung dieser Gletscher reichte mit Ausnahme des äußersten Südwestens und Südostens über ganz Minnesota.

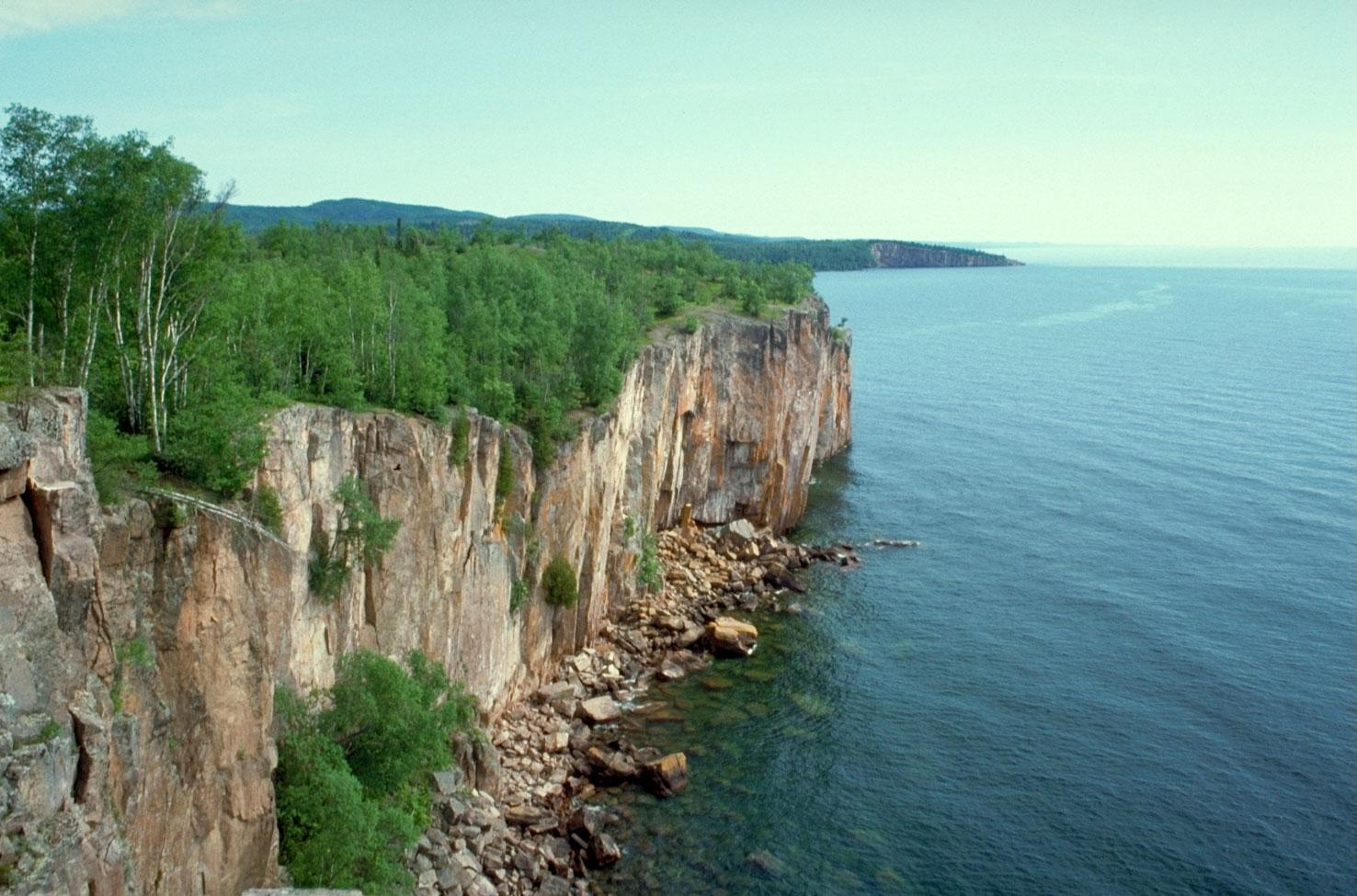
Felsenküste am Oberen See

Die Gletscher hinterließen über den gesamten Bundesstaat verteilt eine Geschiebeschicht von in der Regel mindestens 15 Metern. Als sich die letzten Gletscher zurückgezogen hatten, formte sich im Nordwesten der riesige Lake Agassiz; der Wegfluss dieses Sees formte den Flusslauf des Minnesota River, der Grund des Sees wurde das fruchtbare Land des Red River Valley. Heutzutage ist die geologische Aktivität in Minnesota gering. Unregelmäßig kommt es zu Erdbeben, die jedoch meist schwach sind. Das stärkste Erdbeben des letzten Jahrhunderts ereignete sich nahe Morris im Jahre 1975 und wurde mit 4,6 bis 4,8 Magnituden auf der Richterskala gemessen.
Der höchste Punkt des Bundesstaates ist der Eagle Mountain mit 701 Metern, welcher nur etwa 21 Kilometer vom mit 183 Metern tiefsten Punkt am Ufer des Oberen Sees entfernt ist. Niederschläge können über den Mississippi River in den Golf von Mexiko, über den Sankt-Lorenz-Seeweg in den Atlantischen Ozean oder über die Hudson Bay in den Arktischen Ozean abfließen.
Der Beiname des Bundesstaates Land of 10,000 Lakes (deutsch: „Das Land der 10.000 Seen“) ist keine Übertreibung. In Minnesota gibt es 11.842 Seen mit über vier Hektar Fläche. Der Obere See hat mit knapp 3900 km² die größte Wasserfläche und etwa 393 Metern die größte Wassertiefe des Bundesstaates. Minnesota hat 6564 Flüsse mit einer Länge von insgesamt etwa 110.000 Kilometern. Der Mississippi River beginnt am Lake Itasca und überquert nach knapp 1090 Kilometern flussabwärts die Grenze zu Iowa. In ihn münden bei Fort Snelling der Minnesota River, bei Hastings der St. Croix River, bei Wabasha der Chippewa River und viele weitere kleine Ströme im Südosten. Über den Red River, auf dem einstigen Grund des Agassizsees, fließt das Wasser aus dem Nordwesten des Bundesstaates nach Norden in die kanadische Hudson Bay.

### Geschützte Gebiete

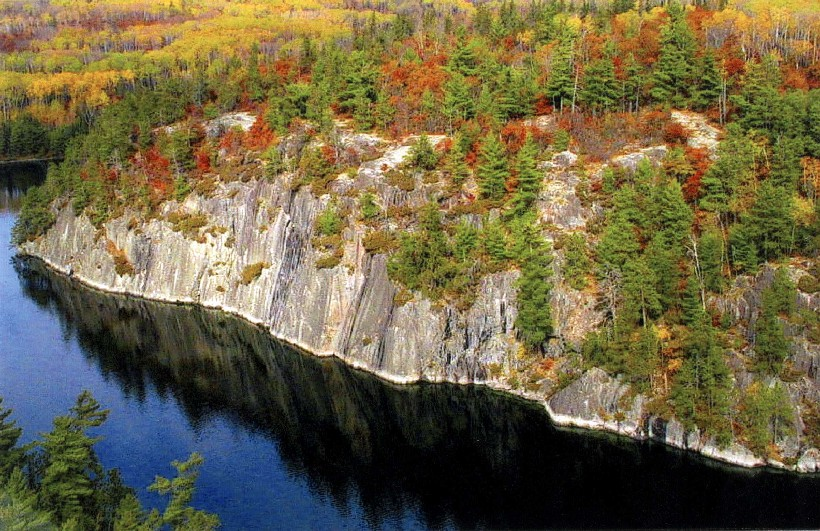
Voyageurs-Nationalpark

Minnesota besitzt 66 Staatsparks, 57 Staatswälder mit einer Fläche von etwa 16.000 km² und zahlreiche Naturschutzgebiete. Der erste Staatspark, der Itasca State Park, wurde 1891 gegründet. Auf 22.200 km² Fläche erstrecken sich die beiden Nationalwälder Chippewa National Forest und Superior National Forest. Im Superior National Forest, an der nordöstlichen Grenze des Bundesstaates, liegt die Boundary Waters Canoe Area Wilderness, welche über 4000 km² und tausend Seen umfasst. Der Voyageurs-Nationalpark ist der einzige Nationalpark des Bundesstaates. Daneben gibt es zwei National Monuments: Pipestone National Monument bewahrt die Steinbrüche, in denen Prärie-Indianer den Stein für ihre Pfeifen gewannen und bis heute gewinnen, und Grand Portage National Monument ist eine Gedenkstätte für die Geschichte des Pelzhandels am Ort einer Handelsstation am Lake Superior.

### Flora und Fauna
Die Vegetation Minnesotas entspricht weitestgehend der für Nordamerika typischen: Präriegrasländer im Westen und Südwesten des Bundesstaates, Laubwald im Südosten und die nördlichen borealen Wälder. Die nördlichen Nadelwälder sind ausgedehnte von Kiefern und Fichten bewachsene Gebiete mit vereinzelt auftretenden Birken und Pappeln. Große Teile des nördlichen Waldes Minnesotas wurden abgeholzt. Nur noch wenige Flächen wie im Chippewa National Forrest und dem Superior National Forest, welcher 1620 km² ungerodeten Wald beherbergt, sind ursprünglich bewachsen. Durch das Nachwachsen liegt die Bewaldung des Staates wieder bei etwa einem Drittel.

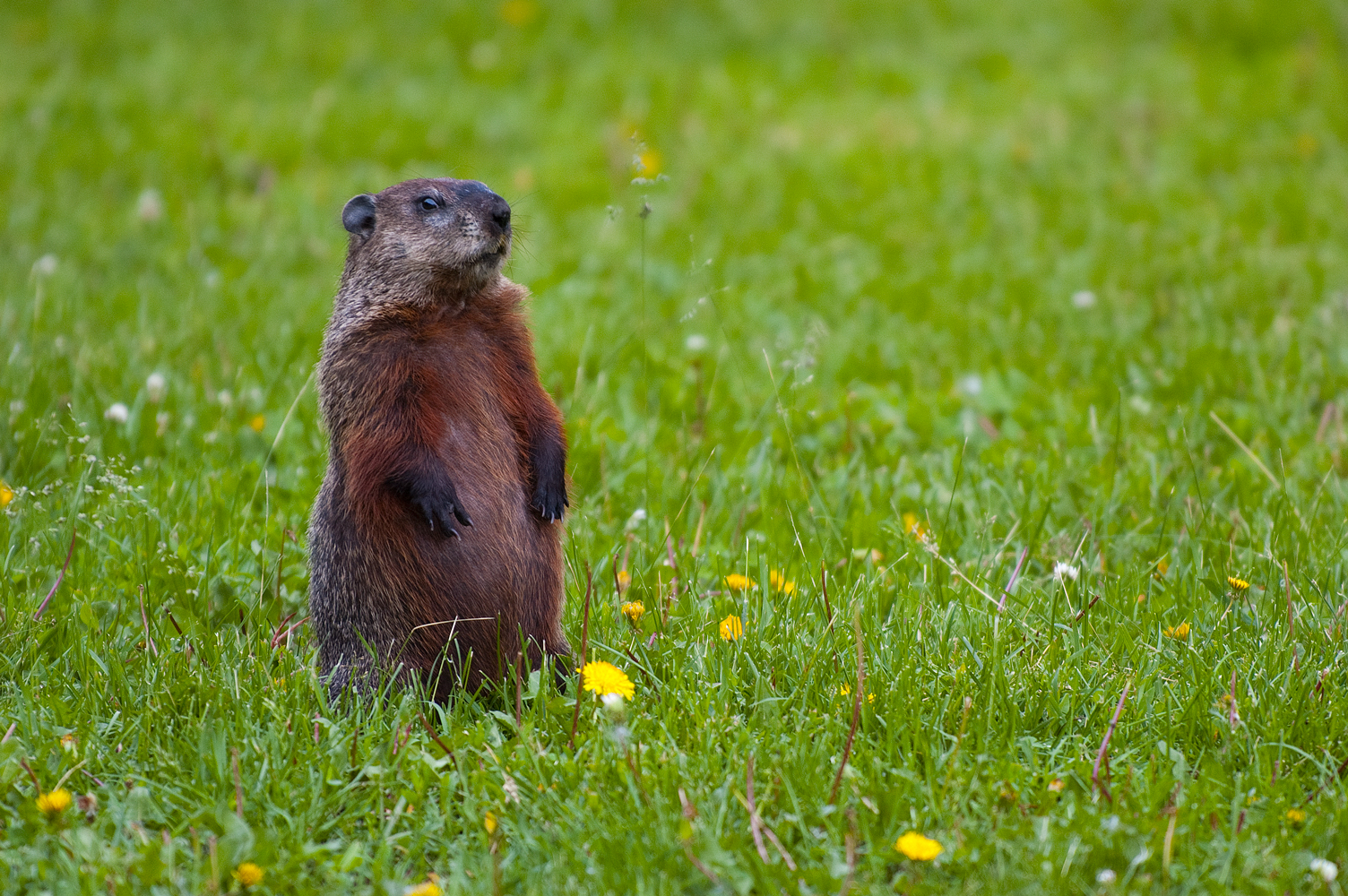
Waldmurmeltier in Minneapolis

Obwohl durch die Naturzerstörung zahlreiche einheimische Tiere wie Fichtenmarder, Wapitis, Büffel, Puma, Rentiere und Rotluchse große Teile ihres Lebensraums verloren haben, gedeihen zahlreiche andere einheimische Tierarten. Minnesota hat nach Alaska die zweitgrößte Wolfspopulation der USA und verfügt über gesunde Schwarzbär-, Elch- und Weißwedelhirschbestände. Am Mississippi Flyway beheimatet der Bundesstaat ziehende Wasservögel wie Gänse und Enten sowie Wildvögel wie Raufußhühner, Fasane und Truthühner. Zudem ist Minnesota die Heimat von Greifvögeln wie dem Weißkopfseeadler, dem Rotschwanzbussard, der Schneeeule und nicht zuletzt dem Eistaucher, dem offiziellen Staatsvogel des Bundesstaates. In den Seen gibt es zahlreiche Glasaugenbarsche, Streifenbarsche, Muskellungen und Hechte. Die Flüsse im Südosten sind bevölkert von Bachsaiblingen, Bachforellen und Regenbogenforellen.

### Klima

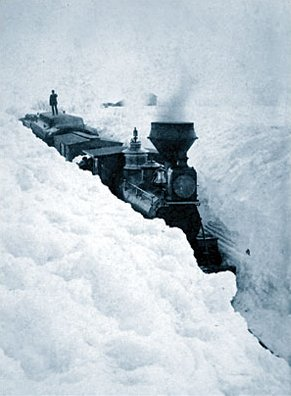
Steckengebliebener Zug während der Rekordschneefälle im März 1881

Minnesota hat ein kontinentales Klima. So sind die Winter mit Temperaturen weit unter null Grad Celsius eher polar geprägt, Minnesota gilt als kältester Bundesstaat nach Alaska. Die Sommer sind dagegen – vor allem im Süden des Staates – heiß und feucht. Den gesamten Winter über kann es zu Kaltlufteinbrüchen und Blizzards kommen. Die Jahresmitteltemperatur beträgt zwei bis acht Grad Celsius. Entsprechend der Klimaklassifikation nach Köppen/Geiger fällt der südlichere Teil des Bundesstaates in das humide Kontinentalklima mit heißen Sommern (Dfa), die nördlichen zwei Drittel werden dem humiden Kontinentalklima mit warmen Sommern (Dfb) zugeordnet.
Die Regionen im Nordosten werden darüber hinaus von der ausgleichenden Wirkung des Oberen Sees beeinflusst. Dies bedeutet, dass die Temperaturen im Winter für die Region vergleichsweise moderat ausfallen, während der See im Sommer kühlend wirkt.
Abhängig vom Ort reicht der Jahresniederschlag von rund 480 mm im Nordwesten bis zu 860 mm im Südosten, zu Dürren kommt es etwa alle zehn bis 50 Jahre. Die Vegetationsperiode variiert von 90 Tagen in der Iron Range bis zu 160 Tagen im Südosten Minnesotas nahe dem Mississippi. Der Süden Minnesotas gehört zum Gebiet der Tornado Alley.
|                     | Jan | Feb | Mär | Apr | Mai | Jun | Jul | Aug | Sep | Okt | Nov | Dez |
| ------------------- | --- | --- | --- | --- | --- | --- | --- | --- | --- | --- | --- | --- |
| Duluth              | −13 | −9  | −4  | 4   | 11  | 16  | 19  | 18  | 13  | 7   | −2  | −10 |
| International Falls | −16 | −12 | −4  | 4   | 12  | 17  | 19  | 18  | 12  | 6   | −4  | −13 |
| Rochester           | −11 | −8  | −1  | 7   | 14  | 19  | 21  | 20  | 15  | 8   | −1  | −8  |
| Twin Cities         | −11 | −7  | 0   | 8   | 15  | 20  | 23  | 22  | 16  | 9   | 0   | −7  |

### Gliederung
Minnesota gliedert sich in 87 Countys.

## Geschichte

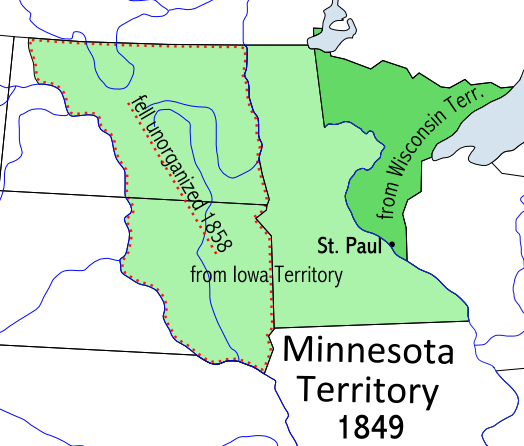
Minnesota Territory von 1849–1858

### Ureinwohner und Entdeckung
Vor der Besiedlung durch die Europäer war Minnesota von den Anishinabe, den Sioux und anderen Ureinwohnern bevölkert. Im Südwesten des Staates liegen die Steinbrüche, in denen Catlinit, der Pfeifenstein, gewonnen wurde und wird. Er wurde in den gesamten Great Plains gehandelt und alle Prärie-Indianer bevorzugten ihn, um daraus die Köpfe ihrer Friedenspfeifen (Calumets) zu schnitzen.
Die ersten europäischen Siedler waren französische Pelzhändler, welche zu Beginn des 17. Jahrhunderts ankamen. Als die Anishinabe später weiter westwärts nach Minnesota zogen, kam es zu Spannungen mit den Sioux. Entdecker wie Daniel Greysolon, Sieur du Lhut, Louis Hennepin, Jonathan Carver, Henry Schoolcraft und Joseph Nicollet führten Forschungsreisen in dem Gebiet des heutigen Staats Minnesota durch und kartierten ihn. 1679 errichtete Greysolon nach einer Expedition am Ufer des Oberen Sees ein Fort und beanspruchte das Gebiet des nördlichen Minnesotas fortan für Frankreich.
Als Folge des Franzosen- und Indianerkrieges musste Frankreich 1763 diese Gebiete jedoch an Großbritannien abtreten. Mit dem Frieden von Paris und der Unabhängigkeitserklärung wurde das Gebiet zwischen den Großen Seen und dem Mississippi Teil des Nordwestterritoriums und war damit erstmals den USA zugehörig. Dennoch blieb die Region bis etwa 1816 stark vom Einfluss Großbritanniens geprägt. Mit dem Louisiana Purchase erwarben die USA auch die südlichen und westlichen Gebiete des heutigen Minnesotas von Frankreich. Zwischen 1860 und 1870 kam die erste große Welle deutscher Einwanderer, die noch heute das kulturelle Bild Minnesotas prägen.

### Beginn der Eigenstaatlichkeit
Im Jahre 1805 erwarb der Entdecker und Offizier Zebulon Pike Gebiete am Zusammenfluss des Minnesota River und des Mississippi River. Allerdings dauerte es noch einige Jahre, bis die ersten Siedler in die Gegend kamen. Als Folge wurde als erste dauerhafte Siedlung von 1819 bis 1825 Fort Snelling errichtet. Zudem bauten Soldaten eine Wassermühle und eine Sägemühle an den Saint Anthony Falls. Als die Industrie später wuchs, bildete sich dort die Stadt Minneapolis. In der Zwischenzeit hatten sich viele Menschen in der Nähe des Forts angesiedelt. 1839 zwang die Armee sie flussabwärts zu ziehen und sie ließen sich in der Gegend nieder, in der später Saint Paul entstand. Das Minnesota Territory wurde am 3. März 1849 gegründet. Bis 1858 kamen tausende weitere Siedler nach Minnesota. Innerhalb von knapp zehn Jahren hatte sich die Bevölkerungszahl von 6.000 auf mehr als 170.000 vervielfacht. Am 11. Mai 1858 wurde aus dem östlichen Teil des Minnesota Territory und dem westlichen Teil des Wisconsin Territory Minnesota als 32. Bundesstaat der Vereinigten Staaten von Amerika gegründet.

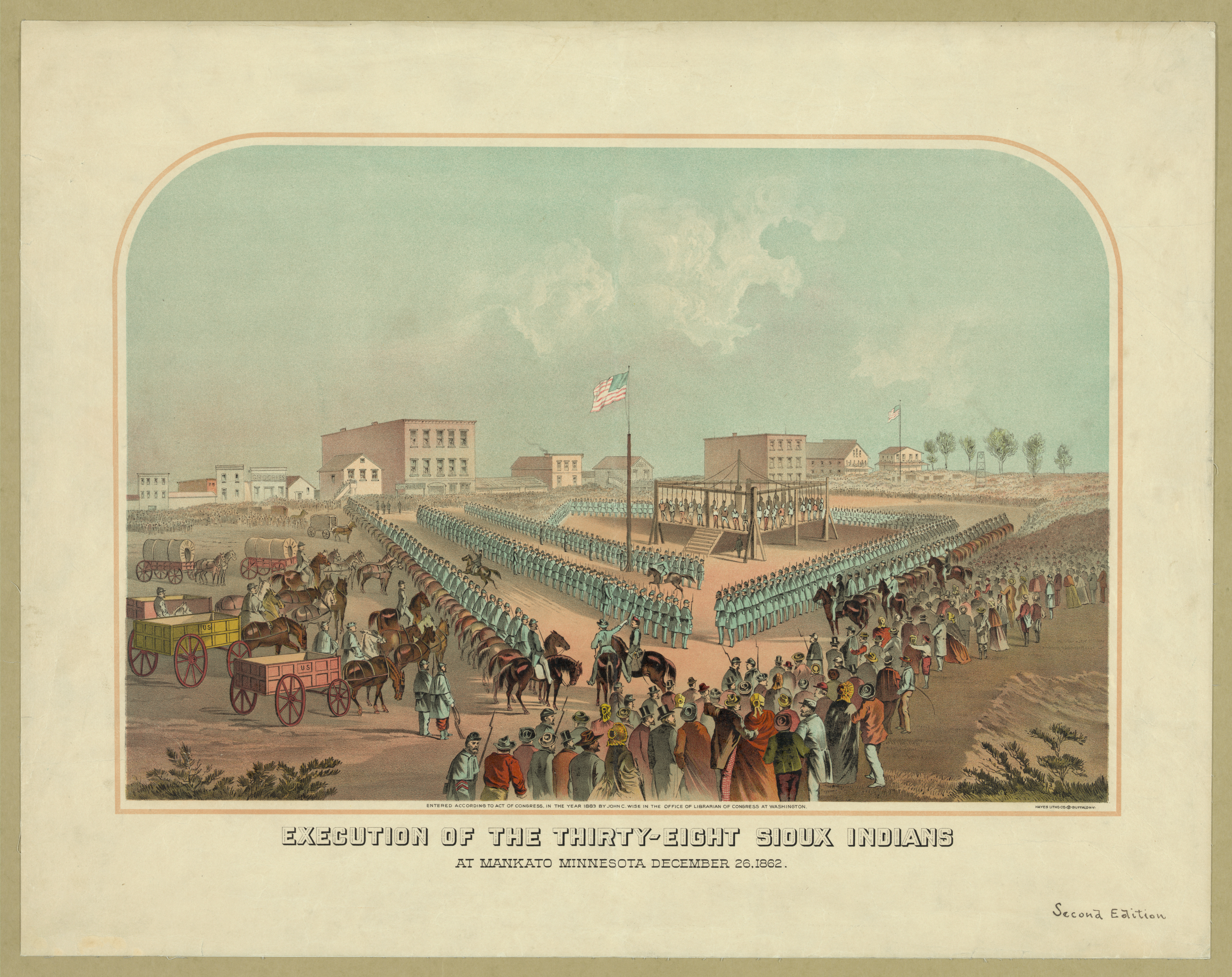
Sioux-Aufstand: Massenexekution in Mankato 1862

Verträge, in denen die europäischen Siedler den Ureinwohnern Teile ihrer Gebiete abkauften, drängten die Sioux und Anishinabe langsam von ihrem Land auf kleinere Reservate und vergrößerten die Siedlungs- und Agrarflächen der europäischen Siedler. Als sich die Lebensbedingungen für die Sioux verschlechterten, wuchsen die Spannungen und führten 1862 zum Sioux-Aufstand. Das Ergebnis des sechs Wochen andauernden Krieges war ein Massaker an ca. 800 europäischen Siedlern, die Hinrichtung von 38 wegen Mordes verurteilten Indianern, eine der größten Massenhinrichtungen in der Geschichte der USA, in Mankato und die Verbannung der meisten verbleibenden Sioux in das Crow Creek Reservat in Nebraska.
Einen wirtschaftlichen Aufschwung erlebte Minnesota nach Ende des Sezessionskrieges um 1870. Die Nachfrage nach dem reichlich vorhandenen Holz machte die Land- und Forstwirtschaft zu den Hauptstützen der frühen Bevölkerung Minnesotas. Mit den Sägemühlen an den Saint Anthony Falls und Holzfällerlagern in St. Croix, Stillwater und Winona wurden große Mengen an Nutzholz erzeugt. Diese Städte waren für den Transport idealerweise an Flüssen gelegen. Später wurden die Saint Anthony Falls genutzt, um Energie für Getreidemühlen zu liefern. Innovationen der Müller von Minneapolis führten zur Produktion von patent flour, welches als eines der feinsten Brotmehle seiner Zeit galt. 1900 wurden, angeführt von Pillsbury und der Washburn-Crosby Company (einem Vorläufer der General Mills), 14,1 Prozent des Getreides der USA in Minnesota gemahlen.
Der Eisenerzabbau begann mit der Entdeckung großer Vorkommen im Norden des Bundesstaates in den 1880er-Jahren. Das Erz wurde mit der Eisenbahn nach Two Harbors und Duluth transportiert, dann auf Schiffe geladen und ostwärts über die Großen Seen transportiert.

### Der Staat im 20. Jahrhundert
Die industrielle Entwicklung und die zunehmende arbeitsteilige Fertigung ließen die Bevölkerung zu Beginn des 20. Jahrhunderts langsam aus den ländlichen Gegenden in die Städte abwandern. Dennoch blieb die Landwirtschaft der bedeutendste Wirtschaftsfaktor. Durch die Weltwirtschaftskrise wurde die Wirtschaft hart getroffen, was sich in niedrigeren Preise für Farmer, Entlassungen von Minenarbeitern und Arbeiterunruhen ausdrückte. Hinzu kam, dass das westliche Minnesota und Dakota von 1931 bis 1935 von Dürren getroffen waren und große Ernteausfälle zu beklagen hatten. Erst neue Wirtschaftsförderungs- und Handelsprogramme führten zu einer Kehrtwende in der Wirtschaft. Das Civilian Conservation Corps und andere Programme schufen Arbeit für Indianer in ihren Reservaten. Der Indian Reorganization Act von 1934 ermöglichte den Indianerstämmen die Bildung eigener Stammesregierungen, wodurch sie ein größeres Gewicht im Bundesstaat und mehr Respekt innerhalb der Bevölkerung erhielten.
Nach dem Zweiten Weltkrieg beschleunigte sich die industrielle Entwicklung. Neue Technologien verbesserten die Produktivität der Farmen durch die Automatisierung der Feedlots für Schweine und Rinder, das maschinelle Melken auf Milchhöfen und die Großzucht von Hühnern in großen Hallen. In der Pflanzenaufzucht kamen Hybride von Mais und Getreide zum Einsatz. Auch landwirtschaftliche Maschinen wie Traktoren und Mähdrescher wurden fortan eingesetzt. Norman Borlaug verband mit dieser Entwicklung den Begriff der Grünen Revolution. Gleichzeitig beschleunigte sich die Entwicklung der Vorstädte durch den nach dem Krieg höheren Bedarf an Unterkünften und die Verfügbarkeit privater Fortbewegungsmittel. Die höhere Mobilität ermöglichte zudem spezialisiertere Berufe. Minnesota entwickelte sich in der Folgezeit immer weiter zu einem Zentrum chemischer Industrie, des Maschinenbaus sowie der Raumfahrt- und Nahrungsmittelindustrie.
In den 1980er-Jahren rückten die Themen Umwelt und Bildung in den Vordergrund des politischen Handelns. Bildungs- und Verkehrseinrichtungen wurden ausgebaut, zudem fortschrittliche Maßnahmen zum Umweltschutz und zur Steuerung des Landverbrauchs beschlossen.

## Städte

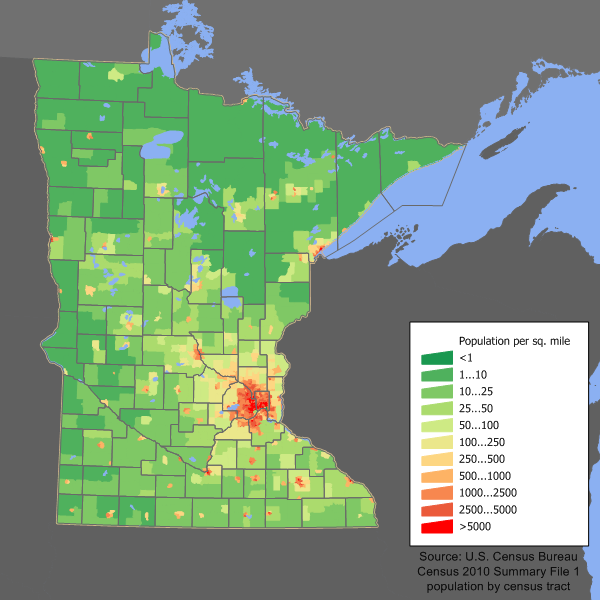
Bevölkerungsdichte in Minnesota

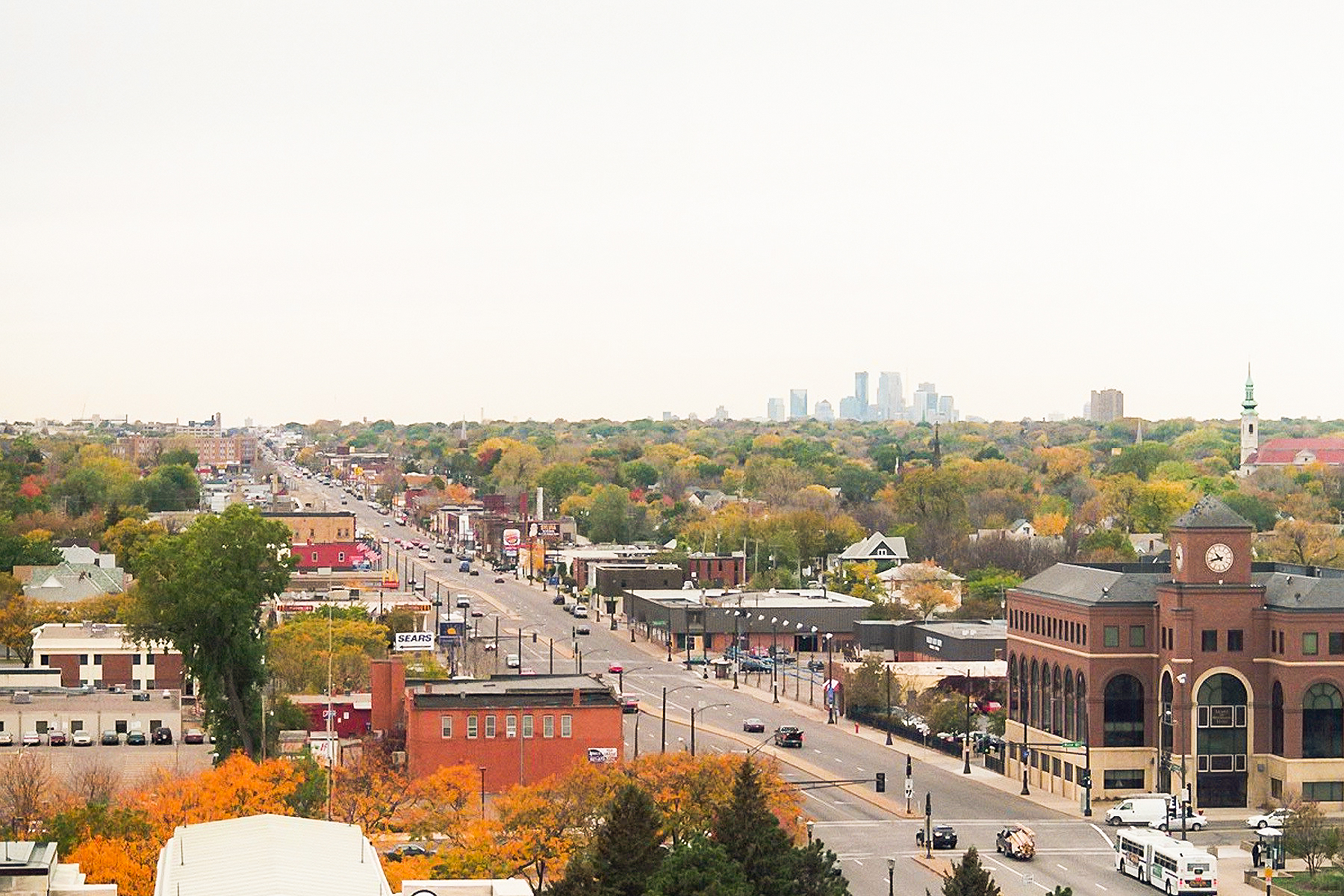
Blick vom Minnesota State Capitol auf Saint Paul im Vordergrund mit der Skyline von Minneapolis im Hintergrund

Die Hauptstadt von Minnesota ist Saint Paul. Sie liegt im Osten des Staates am Mississippi. Zusammen mit der größten Stadt Minnesotas, Minneapolis, bildet St. Paul die Twin Cities (Zwillingsstädte), die zusammen mit den umliegenden Gegenden die sechzehntgrößte Metropolregion der Vereinigten Staaten von Amerika bilden. Rund 60 Prozent der Einwohner Minnesotas leben in dieser Gegend. Die restlichen, eher ländlich geprägten Gebiete werden auch als „Greater Minnesota“ oder „Outstate Minnesota“ bezeichnet.
Minnesota hat 16 Städte mit mehr als 50.000 Einwohnern (Stand: 2010), von denen allerdings nur drei – Rochester (121.000 Einwohner), Duluth (87.000 Einwohner) und St. Cloud (69.000 Einwohner) – außerhalb der Metropolregion der Twin Cities liegen. Das Bevölkerungswachstum beschränkt sich vornehmlich auf die städtischen Gebiete. Während die Sherburne und Scott Countys zwischen 1980 und 2000 ihre Bevölkerung verdoppelten, sank in 40 der 87 Countys von Minnesota in derselben Zeit die Bevölkerung.

## Demografie

### Bevölkerung
Von 6100 Einwohnern im Jahre 1850 stieg die Bevölkerung von Minnesota 1900 auf 1,75 Millionen. Innerhalb der nächsten sechs Dekaden wuchs die Bevölkerung jeweils um 15 Prozent, sodass 1960 die Zahl auf 3,41 Millionen Einwohner angestiegen war. In den folgenden Jahren verlangsamte sich das Bevölkerungswachstum auf Raten von rund 10 Prozent pro Dekade. Am 1. April 2010 lebten nach dem U.S. Census Bureau 5.303.925 Personen in Minnesota. Obgleich ethnische Minderheiten einen deutlich kleineren Anteil an der Gesamtbevölkerung ausmachen, ist bei ihnen ein überdurchschnittliches Wachstum auszumachen. 50,4 Prozent der Bevölkerung sind weiblich, 49,6 Prozent männlich.
Minnesota verzeichnete im Jahr 2005 etwa 71.000 Geburten und etwa 37.500 Todesfälle. Die Geburtenrate lag somit bei 13,9/1000 Einwohner, die Sterberate bei 7,3/1000 Einwohner. Das natürliche Bevölkerungswachstum lag dementsprechend bei 6,6/1000 Einwohner. Die Säuglingssterblichkeit lag bei 5,2 Todesfällen je 1000 Geburten und somit unter dem US-Durchschnitt von 6,8 je 1000 Geburten.

### Abstammung
Über zwei Drittel der Bevölkerung Minnesotas stammen von Vorfahren aus Westeuropa ab. Dabei bilden Deutschstämmige mit 34 Prozent die größte Gruppe, des Weiteren sind 15,3 Prozent norwegischer, 10,4 Prozent irischer und 8,0 Prozent schwedischer Abstammung (Stand 2014). Innerhalb der letzten Jahre hat sich die Zusammensetzung verändert. Prognosen sehen einen deutlich überdurchschnittlichen Anstieg der schwarzen und hispanischen Bevölkerungsgruppen von 2000 insgesamt 9 auf 22 Prozent im Jahre 2030, aber auch von Immigranten aus Asien, dem Mittleren Osten und aus den Gebieten der ehemaligen Sowjetunion voraus.
Die Bevölkerung setzte sich 2010 folgendermaßen zusammen:
- 83,1 % weiße Bevölkerung (Europa)
- 05,2 % Afroamerikaner
- 04,7 % spanischstämmige Amerikaner oder Latinos
- 04,1 % asiatische Amerikaner / pazifische Insulaner
- 01,1 % Ureinwohner (Indianer und Inuit)
- 02,4 % multiethnische Einwohner

### Altersstruktur

Alterspyramide von Minnesota (2000)

Die Altersstruktur von Minnesota setzt sich folgendermaßen zusammen (Stand 2010):
- 24,2 % < 18 Jahre
- 62,9 % 18–64 Jahre
- 12,9 % ≥ 65 Jahre

### Religionen
Nach einer Umfrage setzt sich die Bevölkerung Minnesotas aus 25 Prozent Einwohnern mit römisch-katholischem und 24 Prozent mit lutherischem Glauben zusammen. Des Weiteren folgen kleinere christliche Gruppierungen. Insgesamt haben 77 Prozent der Bevölkerung einen christlichen Glauben, drei Prozent einen jüdischen, muslimischen, buddhistischen oder hinduistischen Glauben und 14 Prozent keinen. Sechs Prozent gaben keine Antwort. Die wichtigste lutherische Kirche ist die Evangelical Lutheran Church in America mit 853.448 Mitgliedern.

## Wirtschaft und Infrastruktur
| Bruttoinlandsprodukt | 254,97 Mrd. USD |
| BIP pro Einwohner    | 49.200 USD      |
| Pro-Kopf-Einkommen   | 41.105 USD      |
| Wirtschaftswachstum  | 2,2 %           |

| Beschäftigte      | 2.676.350 |
| Arbeitslose       | 260.679   |
| Arbeitslosenquote | 8,9 %     |

Die Wirtschaft von Minnesota hat in den letzten 200 Jahren einen starken Wandel vollzogen. Nachdem zu Beginn der Geschichte des Bundesstaates hauptsächlich die Land- und Forstwirtschaft und der Handel von Gütern das Wirtschaftsgeschehen bestimmten, gewannen im Zuge der Industrialisierung auch immer weiter der sekundäre Sektor an Bedeutung. Vor allem die Region im Nordwesten um Duluth profitierte von den Eisenerzvorkommen. Wie in allen Industrieländern stieg aber auch in Minnesota seit den 1950er-Jahren der Anteil des Dienstleistungssektors im Bruttoinlandsprodukt immer weiter. Heute sind über 80 Prozent aller Beschäftigten in ihm tätig, wohingegen nur noch weniger als ein Prozent im primären Sektor beschäftigt sind. Innerhalb der USA gehört der Bundesstaat aber weiterhin zu den größten Produzenten landwirtschaftlicher Erzeugnisse wie Zuckerrüben, Zuckermais oder Erbsen.
Im Jahr 2007 lag das Bruttoinlandsprodukt von Minnesota bei 255 Milliarden US-Dollar. Das Pro-Kopf-Einkommen betrug 41.105 USD und war damit das zwölfthöchste in den USA. Der Median des Haushaltseinkommens lag bei 52.024 USD (Platz 11 in den USA). Das reale Bruttoinlandsprodukt pro Kopf (engl. per capita real GDP) – der wichtigste Wohlstandsindikator – lag im Jahre 2007 bei 41.353 USD (nationaler Durchschnitt der 50 US-Bundesstaaten: 38.020 USD; nationaler Rangplatz: 9). Im Zuge der Finanzkrise ab 2007 stieg die Arbeitslosenzahl in Minnesota stark an und erreichte die höchsten Werte seit 1983.
36 der 1000 umsatzstärksten Unternehmen der Vereinigten Staaten haben ihren Sitz in Minnesota, dazu gehören Target, UnitedHealth Group, 3M, Medtronic und General Mills. Auch das national größte privat-geführte Unternehmen Cargill hat seinen Sitz in Minnesota.

### Zahlungsunfähigkeit
Am Freitag, dem 1. Juli 2011 wurde Minnesota als erster amerikanischer Staat zahlungsunfähig und war nicht mehr in der Lage, seine Rechnungen zu begleichen. Als erste Folge blieben am amerikanischen Unabhängigkeitstag, am 4. Juli, der Zoo und Nationalparks geschlossen. Bauarbeiten an Straßen wurden eingestellt und 22.000 staatliche Bedienstete mussten unbezahlten Urlaub nehmen. Gut drei Wochen später konnten sich die Demokraten und die Republikaner auf einen Sanierungsplan einigen und die Haushaltskrise beenden.

### Energie
Minnesota besitzt mit der Pine Bend Refinery nahe St. Paul die größte Erdölraffinerie der Bundesstaaten, die selbst über keine eigene Förderanlagen verfügen. Diese deckt etwa 70 Prozent des Kraftstoffbedarfs von täglich rund 27,2 Millionen Litern Benzin. Der restliche Bedarf wird über Raffinerien aus anderen Bundesstaaten bezogen. Zudem ist Minnesota an die Lakehead Pipeline und die Minnesota Pipeline angeschlossen. Jährlich steigt der Kraftstoffbedarf um etwa zwei Prozent. Als erster US-Bundesstaat führte Minnesota 2006 die Vorschrift ein, dass zehn Prozent Ethanol (E10) dem Benzin zugemischt werden müssen. 2013 stieg dieser Wert auf 20 Prozent.
Zum Heizen wird vor allem Erdgas verwendet. Über zwei Drittel aller privaten Haushalte verwenden dieses zum Heizen. Innerhalb der letzten Jahre hat auch die Windenergie an Bedeutung gewonnen. Die vor allem im Südwesten (Coteau des Prairies) aufgestellten Windkraftanlagen verfügen über eine Leistung von insgesamt bis zu 812 Megawatt. Weitere Anlagen mit einer zusätzlichen Leistung von 82 Megawatt sind in Planung. Bis 2025 soll der Anteil erneuerbarer Energien auf 25 Prozent des gesamten Stromverbrauchs steigen.

### Verkehr

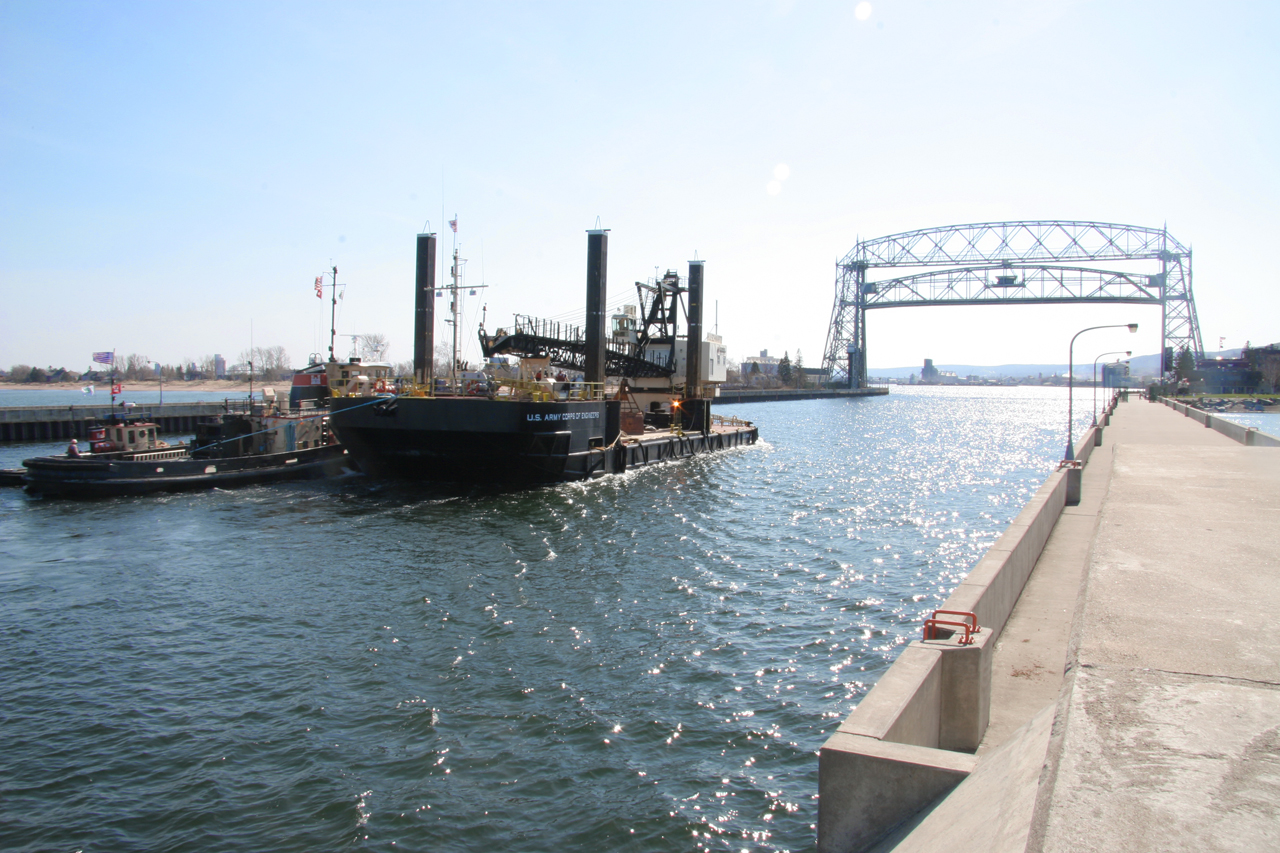
Hafen von Duluth

Die Zuständigkeit für das Verkehrswesen in Minnesota besitzt das Minnesota Department of Transportation. Hauptknotenpunkt des Automobilverkehrs ist die Metropolregion Minneapolis-St. Paul. Die großen Interstate Highways I-35 und I-94 führen durch das Ballungszentrum, I-90 führt durch den Süden, entlang der Grenze zu Iowa und ist nahe Albert Lea mit dem I-35 verbunden. 2006 wurde ein Gesetz verabschiedet, dass die Steuereinnahmen aus dem privaten Automobilverkehr zu mindestens 40 Prozent dem öffentlichen Verkehr zugutekommen sollen.
Es führen über 20 Bahnstrecken durch den Bundesstaat, vor allem für den Gütertransport von und nach Minnesota-St. Paul und Duluth, das über den größten Hafen des Bundesstaates verfügt (Twin Harbor Duluth-Superior). Neben dem Schiffsverkehr über den Mississippi wird vor allem der Obere See für die Schifffahrt genutzt. Mit dem Empire Builder von Amtrak sind verschiedene Städte in Minnesota und dem Mittleren Westen im schienengebunden Personenverkehr miteinander verbunden.

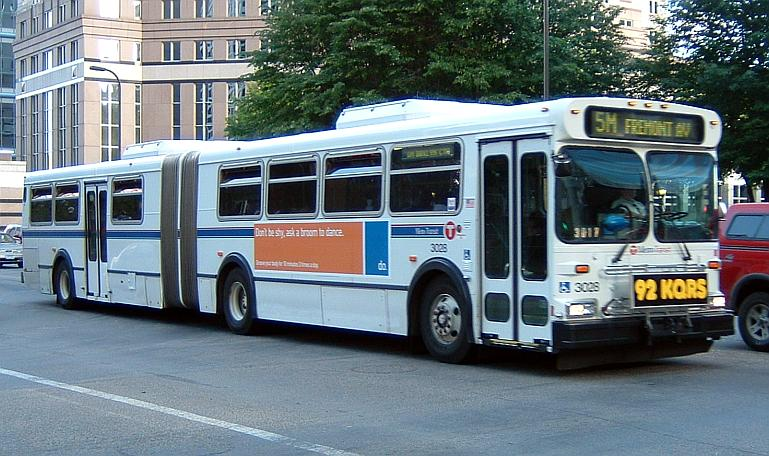
Metro Transit in Minneapolis

Der größte Verkehrsflughafen ist der Minneapolis-St. Paul International Airport, an dem Delta Air Lines und Sun Country Airlines ein Fracht- und Passagierdrehkreuz betreiben. Er ist der zehntgrößte Flughafen der Vereinigten Staaten und wickelt jährlich rund 540.000 Flugbewegungen ab. Größere Flughäfen sind die Flughafen Duluth und Rochester, die als überregionale Flughäfen an die Luftfahrt-Drehkreuze angebunden sind. Regionale Flughäfen gibt es in Bemidji, Brainerd, Hibbing, International Falls, St. Cloud und Thief River Falls.
Der öffentliche Personennahverkehr begrenzt sich auf den Busverkehr in einigen größeren Städten. Lediglich die Twin Cities sind seit 2004 mit einer früher Hiawatha Line genannten Stadtbahn ausgestattet, die zwischen Bloomington und der Innenstadt von Minneapolis und St. Paul verkehrt. Ein überregionaler Busverkehr wird von den privaten Betreibern Greyhound, Jefferson Lines und Coach USA angeboten.

## Kultur

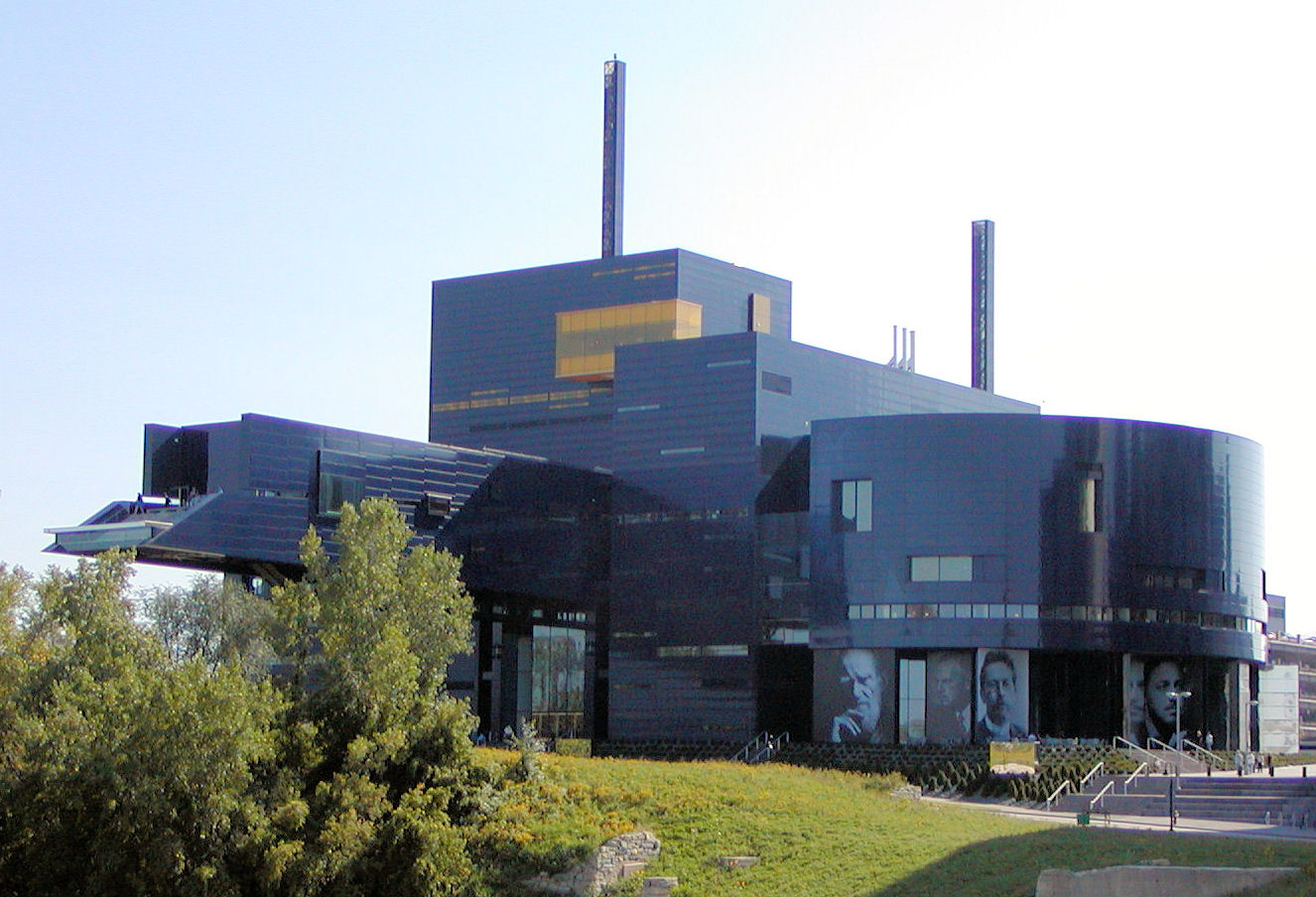
Guthrie Theater in Minneapolis

Die Twin Cities gelten als kulturelles Zentrum des Upper Midwest. Namhafte Museen wie das Weisman Art Museum, das Walker Art Center oder das Minneapolis Institute of Arts sind dort beheimatet. Mit dem Saint Paul Chamber Orchestra und dem Minnesota Orchestra gibt es zudem professionelle und traditionsreiche Musikensembles. Die Twin Cities weisen nach New York City die höchste Pro-Kopf-Dichte an Theatern in den USA auf. In den mehr als 30 Theatern wurden rund 2,3 Millionen Theaterkarten verkauft. Der Minnesota State Fair zählt jährlich rund 1,7 Millionen Besucher.

### Musik
Einige Musiker verschiedener Genres gelangten zu nationaler und internationaler Bedeutung, wie beispielsweise Atmosphere, Bob Dylan, Hüsker Dü, Jimmy Jam und Terry Lewis, Judy Garland, Low, Motion City Soundtrack, Prince, Soul Asylum, The Andrews Sisters und The Replacements.

## Bildung
Eine der ersten Handlungen der Regierung Minnesotas nach der Staatsgründung war die Eröffnung der ersten Normalschule in Winona im Jahre 1858. Seit 1885 besteht eine allgemeine Schulpflicht. Der Bundesstaat zählt zu denen mit der besten Bildung innerhalb der Vereinigten Staaten. Bei einer Erhebung von Morgan Quitno zum Smartest State Award kam Minnesota auf Rang 13. 84 Prozent der Einwohner haben die High School abgeschlossen, was national den fünftbesten Wert darstellt.
Zum Bildungswesen gehören auch die zahlreichen öffentlichen und privaten Hochschuleinrichtungen. 32 öffentliche Universitäten und Colleges sind in dem Minnesota State Colleges and Universities System zusammengeschlossen, vier Einrichtungen gehören zur University of Minnesota. Daneben gibt es mehr als 20 private Colleges und Universitäten. Mit einem Bestand von über vier Millionen Büchern zählt die Bibliothek der University of Minnesota zu den größten Universitätsbibliotheken in den USA.

## Gesundheit

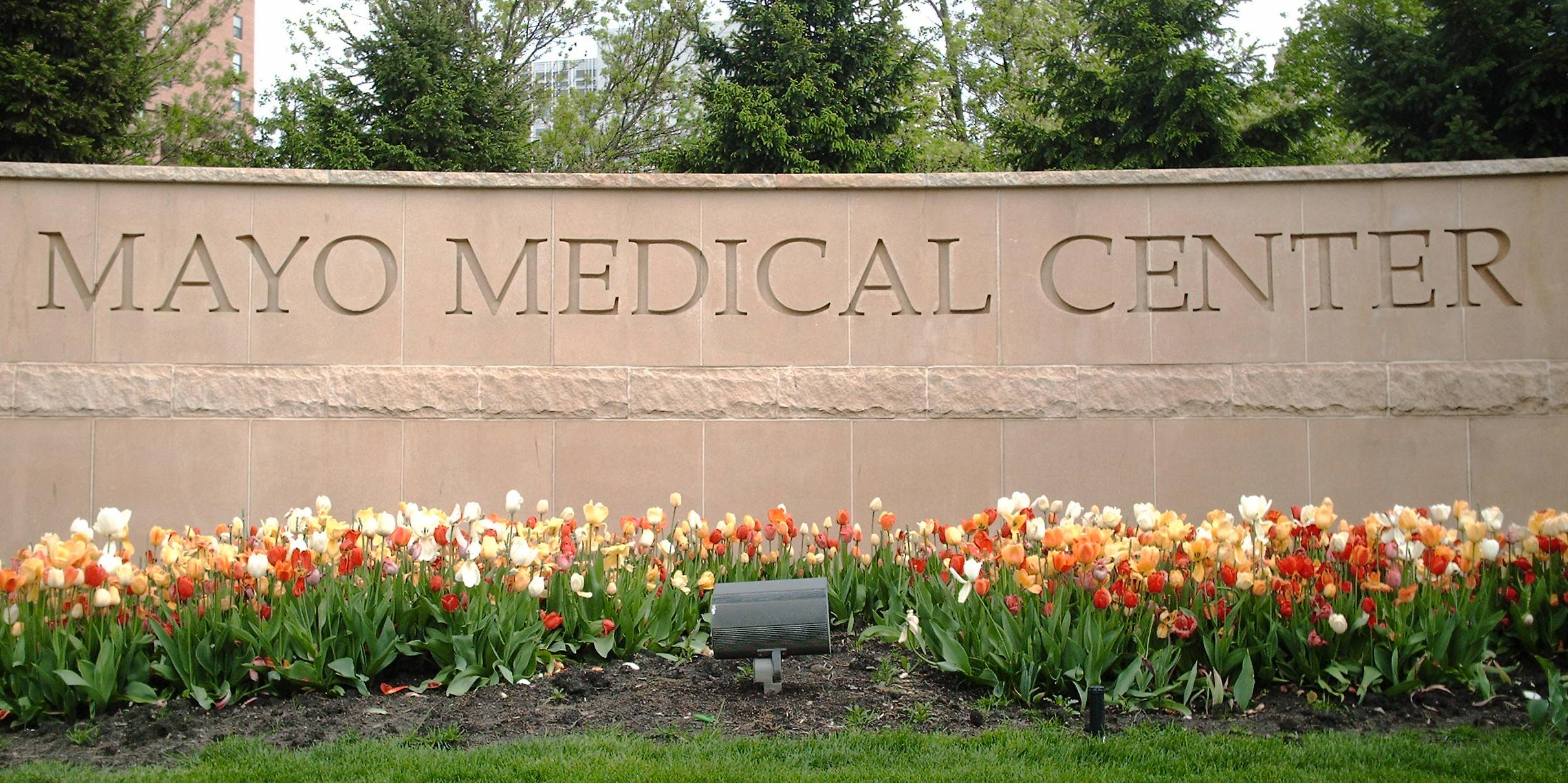
Mayo Clinic in Rochester, Minnesota

Die Einwohner von Minnesota gehören zu den gesündesten innerhalb der Vereinigten Staaten. Vor allem in den Bereichen der Kindersterblichkeit und Sterblichkeit vor dem 75. Lebensjahr erreicht der Bundesstaat die national besten Werte. Rund 91 Prozent der Bevölkerung sind krankenversichert. Die Lebenserwartung ist die zweithöchste aller US-Bundesstaaten.
Die medizinische Versorgung ergibt sich aus einem umfassenden Netzwerk an Krankenhäusern und Arztpraxen. Von internationaler Bedeutung ist die University of Minnesota Medical School, die vor allem in der Forschung Erfolge erzielen konnte. Darüber hinaus hat Mayo Clinic in Rochester ihren Sitz. Sie gehört zu den weltweit renommiertesten Kliniken und ist darüber hinaus in Zusammenarbeit mit der University of Minnesota in der medizinischen Forschung und Ausbildung tätig.

## Politik

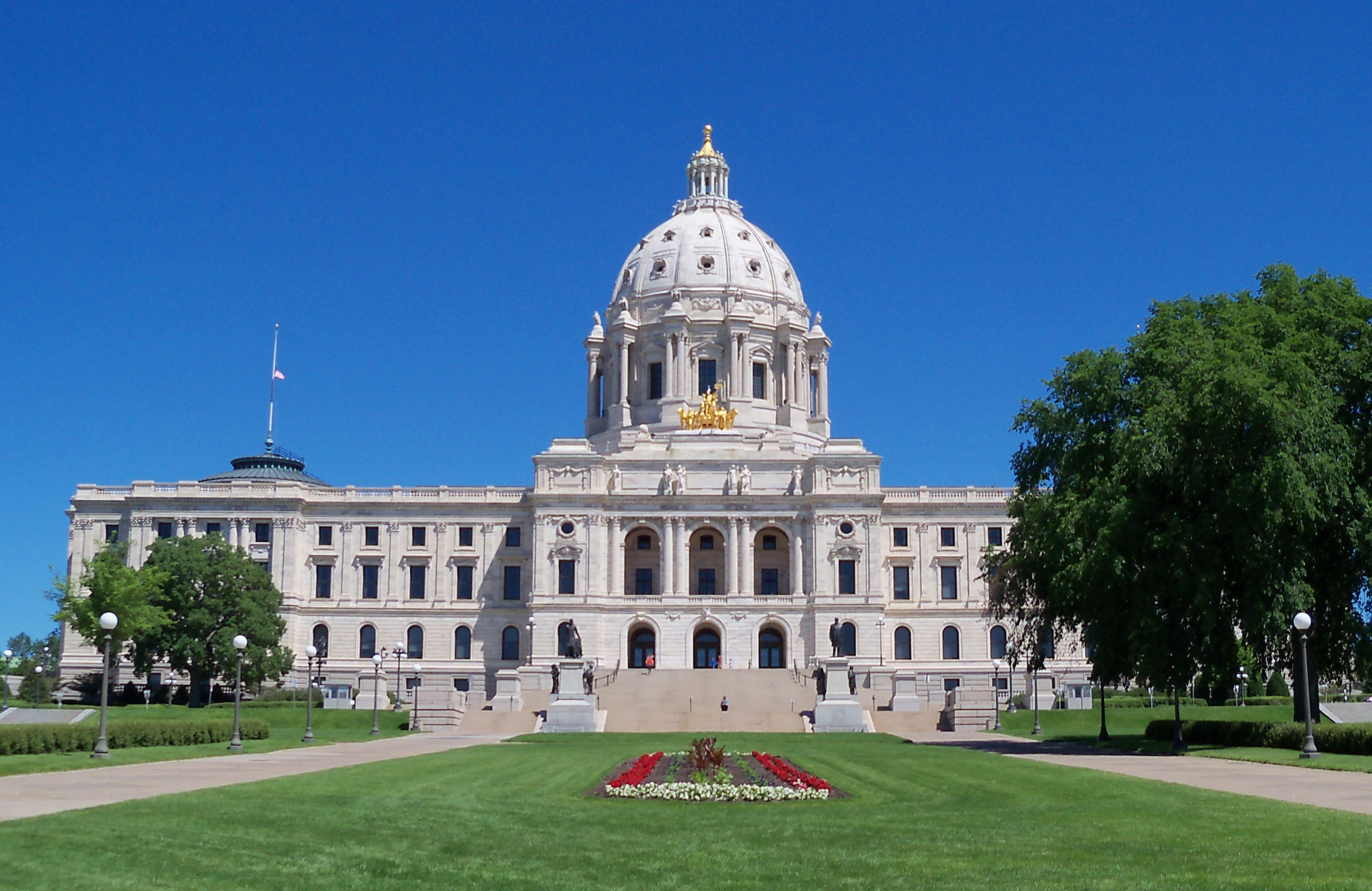
Minnesota State Capitol

Die politische Ordnung von Minnesota beruht auf der Verfassung von 1857. Die Gewalten teilen sich in eine Exekutive, Legislative und Judikative auf. An der Spitze der Exekutive steht der Gouverneur, der für eine Amtszeit von jeweils vier Jahren gewählt wird. Die Legislative wird unterteilt in einen Senat mit 67 Senatoren und ein Repräsentantenhaus mit 134 Abgeordneten. Die Amtszeiten für die Senatoren beträgt vier Jahre, für die Abgeordneten des Repräsentantenhauses zwei Jahre. Die Judikative unterteilt sich in drei Ebenen: die untersten stellen die District Courts (Bezirksgerichte) dar. Diesen übergeordnet sind die Courts of Appeals. Höchste bundesstaatliche Instanz ist der aus sieben Richtern bestehende Minnesota Supreme Court.
Gouverneur des Staates ist seit 2019 der Demokrat Tim Walz, der nach seinem Sieg im November 2018 über Jeff Johnson die Nachfolge des seit 2011 amtierenden Demokraten Mark Dayton antrat. Vizegouverneurin (Lieutenant Governor) ist Peggy Flanagan.
| Jahr | Demokraten        | Republikaner      |
| ---- | ----------------- | ----------------- |
| 2024 | 50,92 % 1.656.979 | 46,68 % 1.519.032 |
| 2020 | 52,40 % 1.717.077 | 45,28 % 1.484.065 |
| 2016 | 46,44 % 1.367.825 | 44,93 % 1.323.232 |
| 2012 | 52,65 % 1.546.167 | 44,96 % 1.320.225 |
| 2008 | 54,06 % 1.573.354 | 43,82 % 1.275.409 |
| 2004 | 51,09 % 1.445.014 | 47,61 % 1.346.695 |
| 2000 | 47,91 % 1.168.266 | 45,50 % 1.109.659 |
| 1996 | 51,10 % 1.120.438 | 34,96 % 0.766.476 |
| 1992 | 43,48 % 1.020.997 | 31,85 % 0.747.841 |
| 1988 | 52,91 % 1.109.471 | 45,90 % 0.962.337 |
| 1984 | 49,72 % 1.036.364 | 49,54 % 1.032.603 |
| 1980 | 46,50 % 0.954.174 | 42,56 % 0.873.241 |
| 1976 | 54,90 % 1.070.440 | 42,02 % 0.819.395 |
| 1972 | 46,07 % 0.802.346 | 51,58 % 0.898.269 |
| 1968 | 54,00 % 0.857.738 | 41,46 % 0.658.643 |
| 1964 | 63,76 % 0.991.117 | 36,00 % 0.559.624 |
| 1960 | 50,58 % 0.779.933 | 49,16 % 0.757.915 |

Zu den größeren Parteien gehört neben der Democratic-Farmer-Labor Party, die auf nationaler Ebene zur Demokratischen Partei gehört, und der Republikanischen Partei Minnesotas auch die Independence Party, die auf nationaler Ebene der Reform Party angeschlossen ist. Sie konnte mit Jesse Ventura den Gouverneur von 1999 bis 2003 stellen, hat aktuell aber keine Vertreter im Repräsentantenhaus oder Senat. Viertgrößte Partei ist die Green Party, welche bisher nur auf regionaler Ebene Mandate gewinnen konnte.
| 2023–2025 | 2023–2025        | Repräsentantenhaus | Senat |
| --------- | ---------------- | ------------------ | ----- |
|           | DFL (Demokraten) | 70                 | 34    |
|           | Republikaner     | 64                 | 33    |
| Gesamt    | Gesamt           | 134                | 67    |

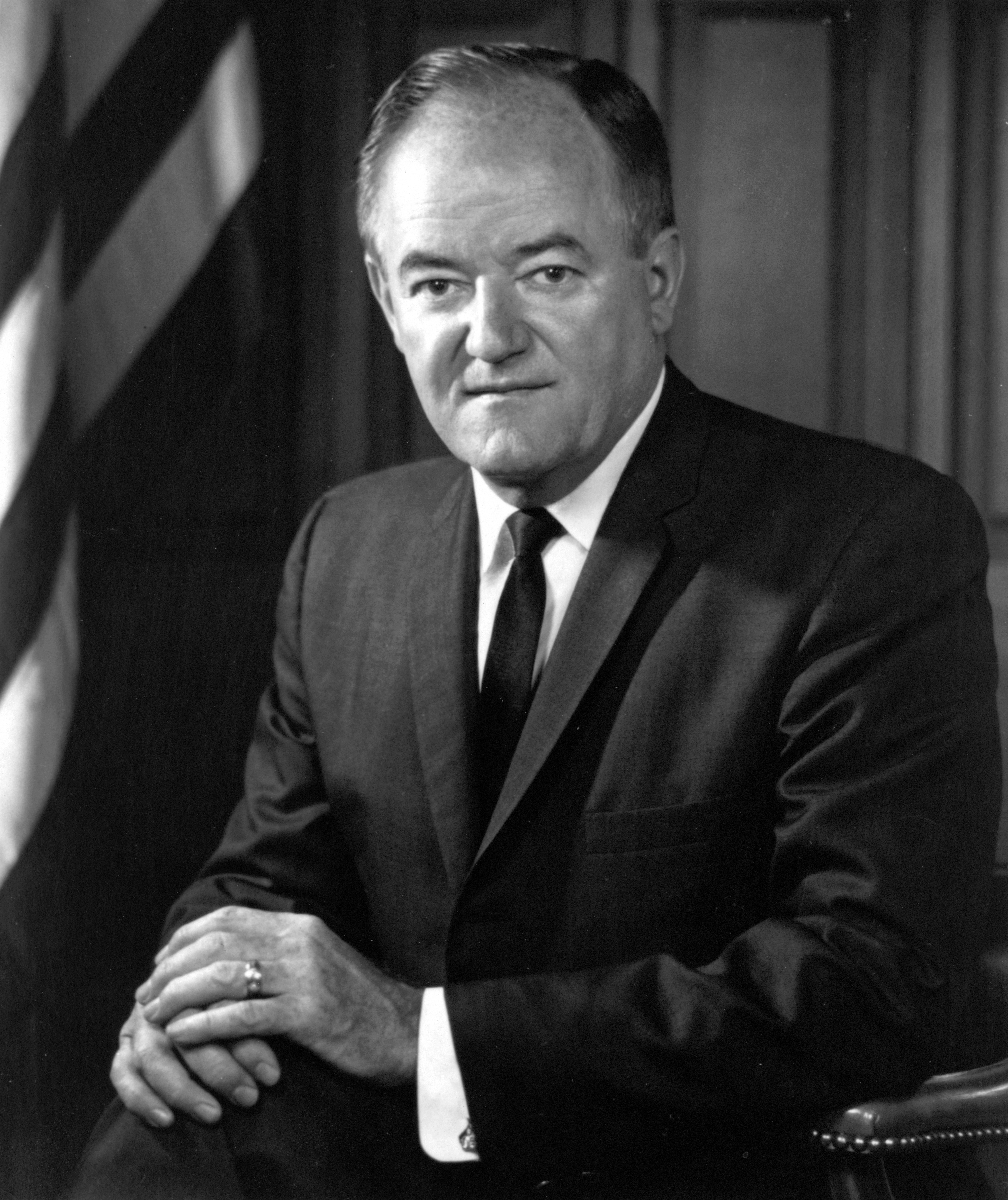
Hubert H. Humphrey

Minnesota, über viele Jahrzehnte eine Hochburg des populistischen, agrarischen Linksliberalismus ähnlich dem in den kanadischen Provinzen Manitoba und Saskatchewan, ist bekannt für ein überdurchschnittlich großes Interesse der Bevölkerung am politischen Geschehen. Bei der Präsidentschaftswahl 2004 nahmen 77,2 Prozent der Bevölkerung an der Wahl teil, was die höchste Beteiligung aller US-Bundesstaaten darstellte. Seit den Präsidentschaftswahlen 1976 gewannen jeweils die demokratischen Präsidentschaftskandidaten in Minnesota. Zusammen mit dem District of Columbia war dies auch der einzige Bundesstaat, den Amtsinhaber Ronald Reagan bei den Wahlen 1984 gegen Walter Mondale nicht gewinnen konnte. Zwischen 1965 und 1969 mit Hubert H. Humphrey sowie von 1977 bis 1981 mit Walter Mondale stammten in der Geschichte der Vereinigten Staaten zweimal Vizepräsidenten aus Minnesota.
Im Kongress stellt Minnesota zwei Senatoren und acht Mitglieder im Repräsentantenhaus. Ein enges Wahlergebnis bei den Wahlen 2008 zwischen Amtsinhaber Norm Coleman und Al Franken hatte dazu geführt, dass erst knapp acht Monate später ein bestätigtes Endergebnis vorlag und der zweite Sitz zunächst unbesetzt geblieben war.
Seit 1976 stimmte Minnesota stets für Kandidaten der demokratischen Partei und gilt heute als tendenziell eher demokratischer Staat.
Während die Vororte und wenig bevölkerten Regionen des Staates als eher republikanisch gelten, sind die Städteregionen von Minneapolis oder Saint Paul heute Hochburgen der Demokraten. Auch die Counties Lake County und Cook County im äußersten Nordosten gelten als tendenziell demokratisch geprägt.
Beim Electoral College stellt Minnesota derzeit zehn Wahlmänner.

### Staatsregierung
- Liste der Gouverneure von Minnesota
- Liste der Vizegouverneure von Minnesota

### Kongress
- Liste der US-Senatoren aus Minnesota
- Liste der Mitglieder des US-Repräsentantenhauses aus Minnesota

### Mitglieder im 119. Kongress
|  | Wahl- kreis | Name                             | Mitglied seit | Parteizugehörigkeit     |
|  | ----------- | -------------------------------- | ------------- | ----------------------- |
|  | 1.          | Brad Finstad                     | 2022          | Republikaner            |
|  | 2.          | Angela Dawn Craig                | 2019          | Democratic-Farmer-Labor |
|  | 3.          | Kelly Morrison                   | 2025          | Democratic-Farmer-Labor |
|  | 4.          | Betty Louise McCollum            | 2001          | Democratic-Farmer-Labor |
|  | 5.          | Ilhan Abdullahi Omar             | 2019          | Democratic-Farmer-Labor |
|  | 6.          | Thomas Earl „Tom“ Emmer Jr.      | 2015          | Republikaner            |
|  | 7.          | Michelle Louise Helene Fischbach | 2021          | Republikaner            |
|  | 8.          | Peter Allen Stauber              | 2019          | Republikaner            |

|  | Name               | Mitglied seit | Parteizugehörigkeit     |
|  | ------------------ | ------------- | ----------------------- |
|  | Amy Jean Klobuchar | 2007          | Democratic-Farmer-Labor |
|  | Tina Flint Smith   | 2018          | Democratic-Farmer-Labor |

## Medien

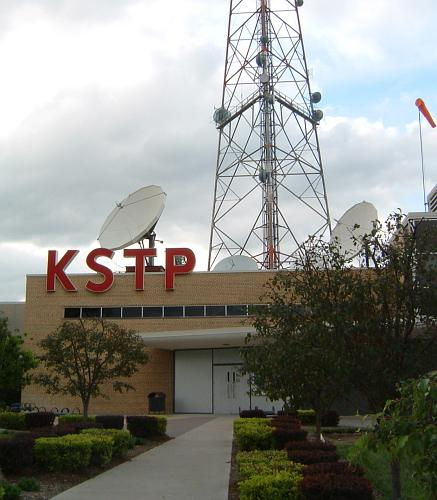
Sendestudio von KSTP in St. Paul

Die Region der Twin Cities wird vom Nielsen Media Research als fünfzehntgrößter Medienmarkt der Vereinigten Staaten eingestuft. Daneben zählen noch die Regionen Fargo-Moorhead (auf dem 118. Platz), Duluth-Superior (137.), Rochester-Mason City-Austin (152.) und Mankato (200.) zu den größten, national gelisteten Medienmärkten.
Die Ausstrahlung des ersten Fernsehprogramms in Minnesota begann am 27. April 1948, als KSTP-TV seinen Sendebetrieb aufnahm. Heute ist die Hubbard Broadcasting Corporation, zu der KSTP gehört, der einzige TV-Konzern mit Sitz in Minnesota. Neben einem TV-Sender betreibt KSTP auch den Radiosender KSTP KS95 (offizial KSTP-FM KS95).
In den Twin Cities sind auch die beiden auflagenstärksten Tageszeitungen Minnesotas ansässig: der Star Tribune aus Minneapolis mit einer Auflage von wochentags 361.172 und sonntags 596.333 Exemplaren sowie die Saint Paul Pioneer Press (Auflage: wochentags 190.939, sonntags 251.765). Darüber hinaus sind eine Vielzahl an kleineren Tages- und Wochenzeitungen erhältlich.
Zwei der größten öffentlich-rechtlichen Radiostationen sind das Minnesota Public Radio (MPR) und das Public Radio International (PRI). Ersteres strahlt auf 37 verschiedenen Sendern aus und erreicht die größte Zahl an Hörern aller öffentlich-rechtlichen, regionalen Radiostationen in den Vereinigten Staaten.

## Sport

### Leistungssport

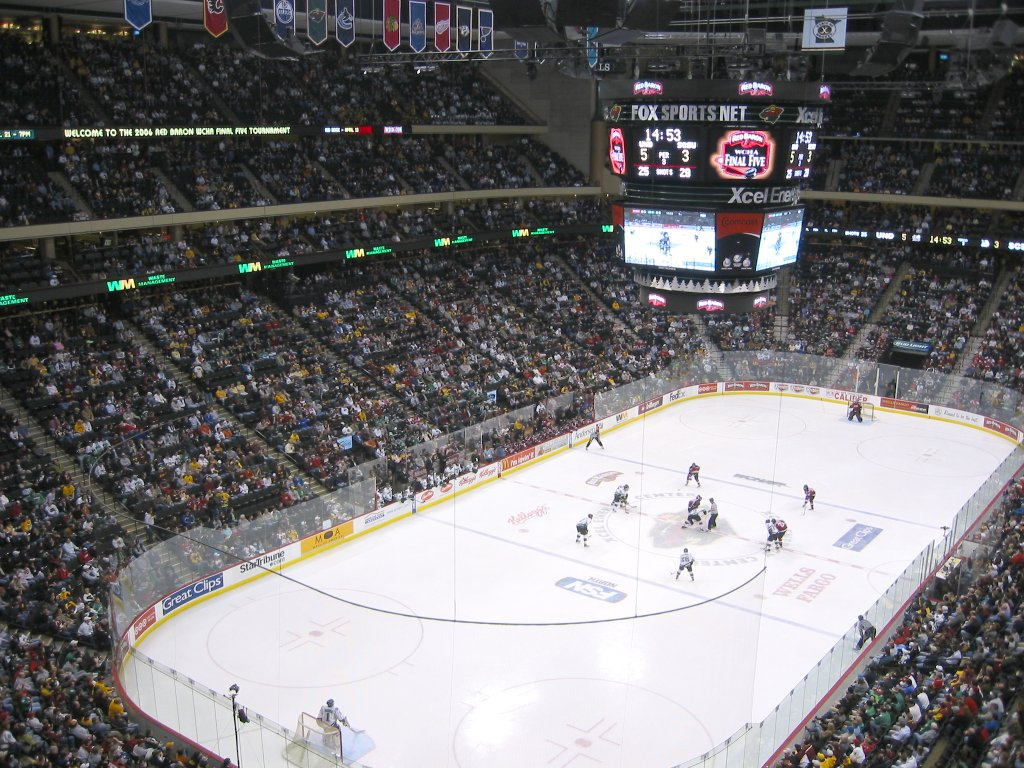
WCHA Final Five im Xcel Energy Center

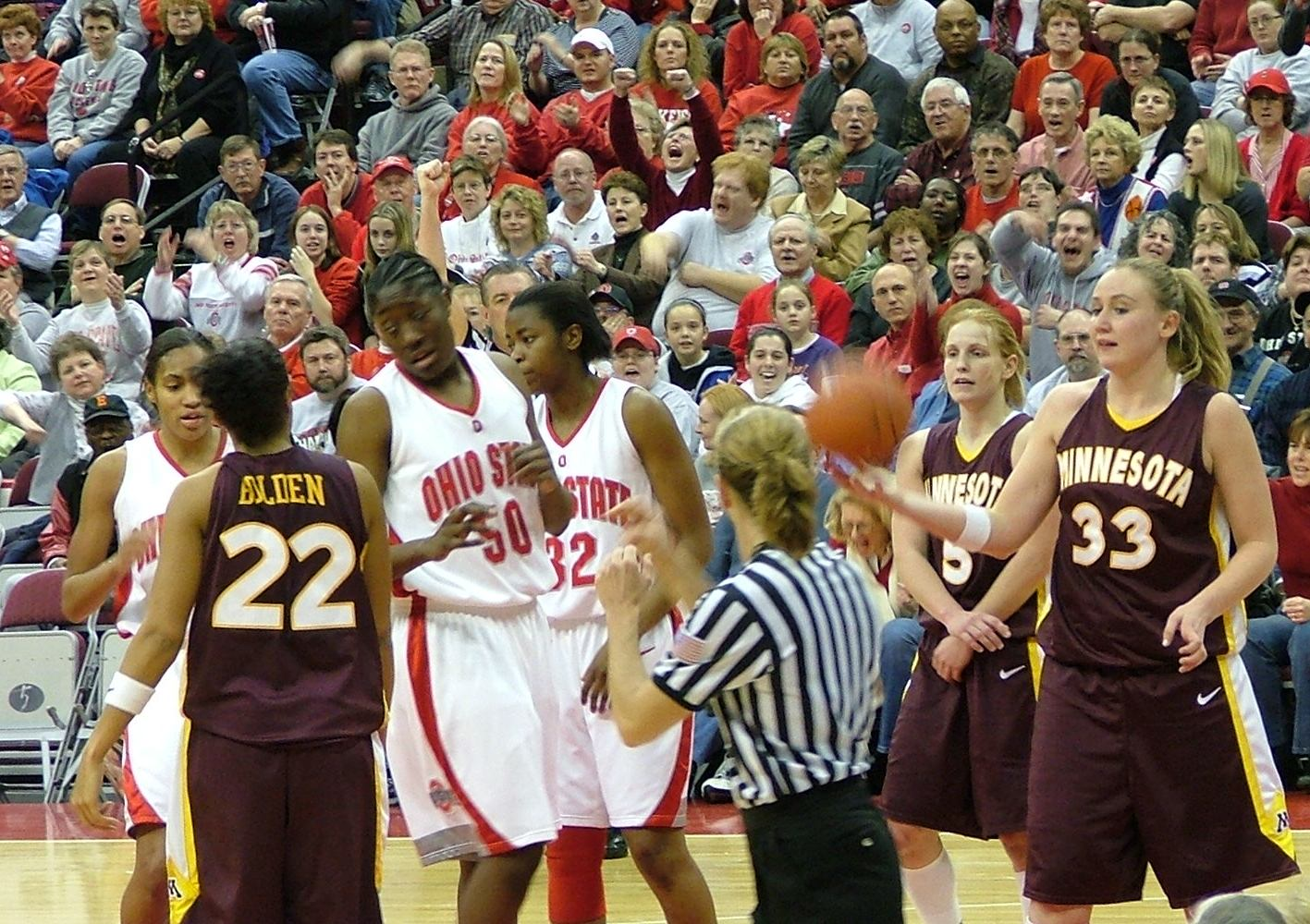
Die Golden Gophers während eines Basketballspiels

Minnesota ist in allen großen US-amerikanischen Sportligen durch Profiteams vertreten. Großer Beliebtheit erfreut sich hierbei Eishockey. Das in der National Hockey League (NHL) spielende Team Minnesota Wild aus St. Paul nahm 2000 den Spielbetrieb auf und spielt im Xcel Energy Center. Das frühere NHL-Team Minnesota North Stars war 1993 in das texanische Dallas umgezogen. In der National Football League spielen die Minnesota Vikings aus Minneapolis. Seit 2016 tragen sie dort ihre Heimspiele im U.S. Bank Stadium aus. Die Baseballer der Minnesota Twins spielen im Target Field, einem reinen Baseballstadion in Minneapolis. Die Twins sind das einzige Team aus Minnesota, welches mit dem Gewinn der World Series 1987 und 1991 große Titel erringen konnte. Die Basketballer der Minnesota Timberwolves aus Minneapolis spielen in der National Basketball Association. Ihre Heimspiel-Arena ist das Target Center. Vor den Timberwolves spielten die Los Angeles Lakers von 1947 bis 1960 in Minneapolis. Der Name des Teams geht auf die Zeit in Minnesota, dem „Land der 10.000 Seen“, zurück. Die Profifußballmannschaft Minnesota United spielt in der Western Conference der Major League Soccer, ihre Heimspielstätte ist das TCF Bank Stadium auf dem Campus der University of Minnesota in Minneapolis. Die Minnesota Swarm sind eine professionelle Lacrosse-Mannschaft aus St. Paul.
Im Frauensport vertreten die Minnesota Lynx den Staat in der Women’s National Basketball Association, die Minnesota Vixen treten in der Women’s Professional Football League an und die Minnesota Whitecaps in der National Women’s Hockey League.
Auch im Hochschulsport sind Teams aus Minnesota vertreten. So sind die Golden Gophers der University of Minnesota in der National Collegiate Athletic Association (NCAA) organisiert und als einziges in der Division I vertreten. Dabei treten sie gegen andere Teams in der Big Ten Conference an. Weitere Universitäten treten in der Division II und III an. Im Eishockey sind fünf Teams aus Minnesota in der Western Collegiate Hockey Association vertreten.
Bei Olympischen Spielen konnten Athleten aus Minnesota in der Vergangenheit Erfolge feiern. Beim Miracle on Ice, dem Gewinn der Olympiagoldmedaille der US-Eishockeymannschaft 1980, kamen neben dem Trainer Herb Brooks auch die meisten Spieler der US-amerikanischen Nationalmannschaft aus Minnesota.
Der Schwimmer Tom Malchow konnte nach dem Silbermedaillengewinn 1996 vier Jahre später in Sydney die Goldmedaille über 200 Meter Schmetterling gewinnen. Bei den Olympischen Winterspielen 2006 gewann die US-amerikanische Curling-Mannschaft vom Bemidji Curling Club mit Skip Pete Fenson Bronze.

### Freizeitsport

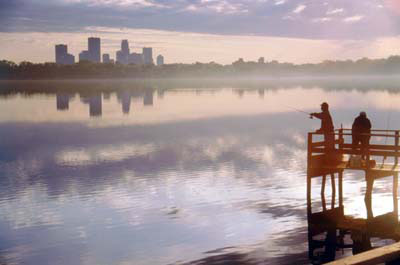
Angler am Lake Calhoun

Neben dem professionellen Sport ist auch der Freizeitsport in Minnesota beliebt. So sind zusätzlich zur offiziellen Staatssportart Eishockey auch weitere Sportarten wie Basketball, Football, Baseball oder Fußball und Freizeitaktivitäten im Freien beliebt.
In den wärmeren Jahreszeiten werden Aktivitäten auf oder im Wasser bevorzugt. Neben Sportarten wie Wasserski oder Kanufahren ist auch Angeln sehr populär. Über 36 Prozent der Einwohner gehen Angeln, das ist nach Alaska der zweithöchste Wert der US-Bundesstaaten.
In den Wintermonaten passen sich die Aktivitäten meist an das kalte Klima an. Eisfischen, Eislaufen, Curling oder Schneemobil fahren sind hier beliebt.
Die zahlreichen Wälder und Parks werden ganzjährig zum Jagen, Wandern oder Camping genutzt. Neben vielen ausgewiesenen Wanderwegen besitzt der Staat auch die meisten Kilometer an Radwegen in den gesamten USA.